# Карагенан
Карагенаните (E407) са семейство линейни сулфатни полизахариди, които се извличат от червените водорасли. Тези водорасли живеят в Атлантическия океан, близо до Англия, Европа и Северна Америка. Морските водорасли се сваряват, за да се извлече карагенана. Използва се като желиращо вещество.